# Stereo (Magazin)
Stereo (Eigenschreibweise STEREO) ist eine deutschsprachige Zeitschrift zum Thema HiFi. Das 1973 gegründete Magazin erscheint monatlich als gedruckte Ausgabe sowie online. Stereo enthält neben Testberichten zu HiFi-Komponenten auch Ratgeberartikel und Musikrezensionen. Der Umfang der gedruckten Ausgabe liegt bei 146 Seiten (Stand: 2023).
Die Redaktion sitzt in Euskirchen und besteht aus sieben Mitarbeitern (Stand: Mitte 2025) für Printausgabe, Online und Social Media.

## Geschichte
Stereo wurde zu einer Zeit gegründet, als die HiFi-Welle aus Großbritannien nach Deutschland schwappte und die ersten Anlagen aus Einzelkomponenten die traditionellen Wohnzimmerradios ablösten. Im Gründungsjahr 1973 stand Ernst Pfau als Chefredakteur an der Spitze der ersten Stereo-Redaktion. Das Heft erschien in der Anfangszeit im „PC Moderner Verlag“ aus München. In den ersten Ausgaben von Stereo wurden Rock, Pop und Jazz gleichberechtigt neben Klassik behandelt, was das Magazin von anderen Publikationen abhob. Aus dem PC Moderner Verlag wurde in den Folgejahren der „Spezial Zeitschriften Verlag“ (SZV). 1997 übernahm der Verleger Reiner H. Nitschke den Titel, der bis Anfang 2025 mit dem Reiner H. Nitschke Verlag zur Funke Mediengruppe gehörte. Seit Anfang 2025 erscheint Stereo beim Verlag falkemedia.